# روبرت ميلز غرانت
روبرت ميلز غرانت (بالإنجليزية: Robert Mills Grant)‏ هو شخصية أعمال وسياسي أمريكي، ولد في 30 ديسمبر 1926 في شايان في الولايات المتحدة، وتوفي في 1 مارس 2012. حزبياً، نشط في الحزب الجمهوري. وقد انتخب عضو مجلس نواب وايومنغ.